# Аксаково (Кармаскалинський район)
Акса́ково (рос. Аксаково, башк. Аксаков) — присілок у складі Кармаскалинського району Башкортостану, Росія. Входить до складу Кармаскалинської сільської ради.
Населення — 28 осіб (2010; 15 в 2002).
Національний склад:
- росіяни — 87 %